# Championnat du Portugal de rugby à XV
Le championnat du Portugal de rugby à XV ou Campeonato Nacional de Honra est une compétition de rugby à XV entre des clubs portugais et organisé par la Fédération portugaise de rugby à XV. Il se compose de 12 équipes et se dispute en 2 phases. Le tenant du titre est le Grupo Desportivo Direito, club de Lisbonne.

## Historique
La création de la Fédération portugaise de rugby à XV, date du 23 septembre 1957, ce qui aboutit à la première édition du championnat de rugby portugais, dénommé de 1959 à 2003, Primeira Divisão. Le gagnant est Belenenses. A cette époque, neuf équipes s'affrontent pour le titre, essentiellement des clubs universitaires, qui viennent de la région de Lisbonne, hors mis l'Académica qui vient de la région centre. En 2005, le championnat est dénommé Primeira Divisão A, puis Divisão Nacional de Honra.

## Clubs participants à la saison 2024-2025
| Championnat de première division (Campeonato Nacional de Honra) - Académica - Agronomia - CF Belenenses - SL Benfica - GDS Cascais - CDUL - CDUP - Direito - RC Lousã - RC Montemor - CR São Miguel - AEIS Técnico |

## Palmarès
| - 1958-59 CF Belenenses - 1959-60 SL Benfica - 1960-61 SL Benfica - 1961-62 SL Benfica - 1962-63 CF Belenenses - 1963-64 CDU Lisboa - 1964-65 CDU Lisboa - 1965-66 CDU Lisboa - 1966-67 CDU Lisboa - 1967-68 CDU Lisboa - 1968-69 CDU Lisboa - 1969-70 SL Benfica - 1970-71 CDU Lisboa - 1971-72 CDU Lisboa - 1972-73 CF Belenenses - 1973-74 CDU Lisboa - 1974-75 CF Belenenses - 1975-76 SL Benfica - 1976-77 Académica - 1977-78 CDU Lisboa - 1978-79 Académica | - 1979-80 CDU Lisboa - 1980-81 AEIS Técnico - 1981-82 CDU Lisboa - 1982-83 CDU Lisboa - 1983-84 CDU Lisboa - 1984-85 CDU Lisboa - 1985-86 SL Benfica - 1986-87 GDS Cascais - 1987-88 SL Benfica - 1988-89 CDU Lisboa - 1989-90 CDU Lisboa - 1990-91 SL Benfica - 1991-92 GDS Cascais - 1992-93 GDS Cascais - 1993-94 GDS Cascais - 1994-95 GDS Cascais - 1995-96 GDS Cascais - 1996-97 Académica - 1997-98 AEIS Técnico - 1998-99 GD Direito | - 1999-00 GD Direito - 2000-01 SL Benfica - 2001-02 GD Direito - 2002-03 CF Belenenses - 2003-04 Académica - 2004-05 GD Direito - 2005-06 GD Direito - 2006-07 Agronomia - 2007-08 CF Belenenses - 2008-09 GD Direito - 2009-10 GD Direito - 2010-11 GD Direito - 2011-12 CDU Lisboa - 2012-13 GD Direito - 2013-14 CDUL - 2014-15 GD Direito - 2015-16 GD Direito - 2016-17 CDUL - 2017-18 Os Belenenses - 2018-19 Agronomia | - 2019-20 Annulé - 2020-21 AEIS Técnico - 2021-22 Os Belenenses - 2022-23 GD Direito - 2023-24 Os Belenenses |

## Finales
| Saison  | Vainqueur     | Score   | Finaliste     |
| ------- | ------------- | ------- | ------------- |
| ...     | -             | -       | -             |
| 2009-10 | GD Direito    | 22 - 12 | Agronomia     |
| 2010-11 | GD Direito    | 9 - 3   | CF Belenenses |
| 2011-12 | CDU Lisboa    | 23 - 15 | Agronomia     |
| 2012-13 | GD Direito    | 17 - 9  | CDU Lisboa    |
| 2013-14 | CDU Lisboa    | 19 - 15 | GD Direito    |
| 2014-15 | GD Direito    | 26 - 19 | CDU Lisboa    |
| 2015-16 | GD Direito    | 11 - 6  | CDU Lisboa    |
| 2016-17 | CDU Lisboa    | 25 - 21 | Agronomia     |
| 2017-18 | CF Belenenses | 17 - 9  | Agronomia     |
| 2018-19 | Agronomia     | 18 - 10 | CF Belenenses |
| 2020-21 | AEIS Técnico  | 15 - 11 | GD Direito    |
| 2021-22 | CF Belenenses | 31 - 8  | GD Direito    |
| 2022-23 | GD Direito    | 31 - 23 | GDS Cascais   |
| 2023-24 | CF Belenenses | 19-18   | Agronomia     |

## Bilan par club
| Club          | Titre(s) | Premier(s) - Dernier(s) |
| ------------- | -------- | ----------------------- |
| CDU Lisboa    | 20       | 1964-2017               |
| GD Direito    | 12       | 1998-2023               |
| SL Benfica    | 9        | 1990-2001               |
| CF Belenenses | 9        | 1959-2024               |
| GDS Cascais   | 6        | 1987-1996               |
| Académica     | 4        | 1977-2004               |
| AEIS Técnico  | 3        | 1981-2021               |
| Agronomia     | 2        | 2007-2019               |